# منزل المناديلي
منزل المناديلى (النصف الأول من القرن 12 هـ / القرن 18م)

## وصف المنزل
يقع بشارع الحاج يوسف وله واجهتان شمالية وغربية. الواجهة الشمالية يقع بها المدخل البارز الذي يتوسطه الباب ذى الخوخة ويعلوه منور وقد نفذت زخارف على المدخل قوامها أشكال سداسية وعلى يسار يوجد شباك السبيل وواجهة الدورالأول من قطاعين الغربى يقوم على ما ورده والشرقى مرتد للداخل وتشبه واجهتا الدورين الثانى والثالث نفس واجهة الدور الأول أما الواجهة الغربية في الأدوار العليا فتنقسم إلى ثلاثة قطاعات الأول والثالث منها بارز على ما ورده والأوسط تشغله شبابيك أما عن أدوار المنزل العليا فيتكون كل منها من ثلاثة قطاعات تمتد موازية للواجهة الشمالية ويشغل القطاع الأوسط الدور قاعة التي تتصدرها دكة خلفها شباك مزدوج ويغطى الدورقاعة قبو والقطاع الثانى تشغله الحجرات الرئيسية والثالث يشغله حجرة ومرحاض فيما عدا الدور الثالث الذي يضم حماماً بالزاوية الجنوبية الغربية وقد تميز سقفا حجرتى الدور الأول بزخارفهما المنفذة بالسدايب في سقف الحجرة الشمالية وبالتلوين في سقف الحجرة الجنوبية وتتوسط سقف دور قاعة الدور الثانى فتحة مثمنة عليها حاجز من الخرط .